# Дефіцит, пов'язаний з пандемією COVID-19
Дефіцит медичних матеріалів, виробничих та споживчих товарів, спричинений пандемією COVID-19, швидко став головною проблемою у всьому світі, а також перерви у глобальному ланцюжку поставок, що поставило під сумнів стійкість ланцюга поставок у всьому світі. У більшості країн повідомлялося про дефіцит засобів індивідуального захисту, таких як медичні маски та рукавички, захисні маски для обличчя та засоби для дезінфекції, а також лікарняні ліжка, ліжка інтенсивної терапії, киснево -терапевтичне обладнання, апарати штучної вентиляції легенів та пристрої ECMO.
Людські ресурси, особливо медичний персонал, можуть бути виснажені величезною кількістю епідемії та пов'язаним із нею навантаженням, а також втратами через зараження, ізоляцію, хворобу чи смертність медичних працівників. Території по -різному обладнані для протистояння пандемії. Були вжиті різні надзвичайні заходи для підвищення рівня обладнання, такого як закупівлі, а також заклики до пожертвувань, місцеві виробники 3D -персоналу, волонтерські кадри, обов'язковий проект або вилучення запасів та заводських ліній. Війни торгів між різними країнами та державами за ці пункти, як повідомляється, є серйозною проблемою, оскільки зростання цін, замовлення, вилучені місцевою владою, або скасовані компанією -продавцем, будуть перенаправлені до вищих учасників торгів. У деяких випадках медичним працівникам було наказано не говорити про цей дефіцит ресурсів.
Оскільки неперевершені потреби відділення інтенсивної терапії оцінюються приблизно в 50 разів порівняно з наявними ліжками інтенсивної терапії та апаратами штучної вентиляції легень у більшості розвинених країн, прихильники громадського здоров'я та чиновники заохочували громадян згладжувати криву шляхом соціального дистанціювання. Також лунали заклики до збільшення можливостей охорони здоров'я, незважаючи на нестачу.

## Довідка

### Довгострокові та структурні
Після попереджень та підвищеної готовності у 2000-х роках пандемія свинячого грипу 2009 року спричинила швидкі антипандемічні реакції серед західних країн. Штам вірусу H1N1/09, з легкими симптомами та низькою летальністю, врешті-решт призвів до негативної реакції через надмірну реактивність державного сектору, витрати та високу вартість/користь вакцини проти грипу 2009 року. У наступні роки національні стратегічні запаси медичного обладнання не систематично оновлювалися. У Франції широко критикували витрати на вакцини та маски проти вірусу H1N1 у розмірі 382 мільйонів євро. У 2011 році французькі органи охорони здоров'я вирішили не замінювати свої запаси, зменшувати витрати на придбання та зберігання, більше покладатися на поставки з Китаю та своєчасну логістику, а також розподіляти відповідальність на приватні компанії за бажанням. У 2013 році, щоб заощадити витрати, закон переніс відповідальність за запаси засобів індивідуального захисту (ЗІЗ) з уряду Франції на державні та приватні підприємства, які мали планувати безпеку своїх працівників, не маючи жодних механізмів перевірки. Національні виробники не могли конкурувати з цінами китайських виробників на цьому новому відкритому ринку. Колишній виробник стратегічних масок закрився у 2018 році, тоді як французькі стратегічні запаси в цей період скоротилися з одного мільярда хірургічних масок та 600 мільйонів масок FFP2 у 2010 році до 150 мільйонів та нуля відповідно на початку 2020 року. Францію назвали прикладом дослідження Хуана Бранко, автор критичної книги про прихід до влади президента Франції Еммануеля Макрона, стверджував, що егоїстичні пошуки влади та лояльності в керівництві ведуть молодих та недосвідчених людей, які відповідають за загальнонаціональні реформи охорони здоров'я за допомогою сліпого бухгалтерського аналізу та управління. Францію цитували як тематичне дослідження для країн, які зараз розглядають зворотний поворот за останні два десятиліття глобалізації поставок медичних послуг, щоб скоротити негайні витрати. Такий самий підхід був застосований у США. Американські стратегічні національні запаси масок, використаних проти пандемії грипу 2009 року, не поповнилися ні адміністрацією Обами, ні адміністрацією Трампа. Американський виробник масок Майк Боуен з Prestige Ameritech роками попереджав, що американський ланцюжок постачання масок занадто залежить від Китаю. Будучи Хуаном Бранко у Франції, колишній президент США Обама засудив короткострокове індивідуалістичне мислення як негативний вплив на прийняття державних рішень та готовність.
Кілька громадських організацій (Всесвітня організація охорони здоров'я (ВООЗ), Світовий банк, Глобальна рада з моніторингу готовності) та приватні ініціативи підвищили обізнаність про загрози пандемії та потребу у кращій підготовленості. З 2015 року Білл Гейтс попереджає про необхідність готуватися до глобальної пандемії. Міжнародні розбіжності та відсутність належної співпраці обмежують готовність. Проект підготовки ВООЗ щодо готовності до пандемічного грипу мав дворічний бюджет на 39 мільйонів доларів з бюджету ВООЗ на 2020—2021 роки у 4,8 мільярда доларів США. Хоча ВООЗ дає рекомендації, немає стійкого механізму перевірки готовності країн до епідемій та їх здатності до швидкого реагування. На думку міжнародного економіста Роланда Раджа, хоча існують керівні принципи, місцеві дії залежать від місцевого самоврядування. Енді Се, пише в South China Morning Post, стверджує, що правлячі еліти, одержимі економічними показниками, не змогли підготувати свої громади до відомих ризиків пандемії.
Податкові системи на початку двадцять першого століття, віддаючи перевагу найбільшим корпораціям з антиконкурентною практикою та нижчими ставками інвестицій у інновації та виробництво, сприяли корпоративним акторам та прибуткам компаній, збільшуючи ризик нестачі та послаблюючи здатність суспільства реагувати на пандемія.
Ранні спалахи в Хубеї, Італії та Іспанії показали, що системи охорони здоров'я кількох багатих країн були перевантажені. У країнах, що розвиваються зі слабшою медичною інфраструктурою, кисневою терапією, обладнанням для ліжок інтенсивної терапії та іншими медичними потребами, дефіцит очікувався раніше.

### Негайне
Перші ознаки та попередження були викликані ненормальною вірусною пневмонією з невідомою причиною у грудні 2019 року. Цього місяця Тайвань надіслав кілька своїх лікарів із Центру контролю захворювань до Уханя для огляду місцевої ситуації. Після підтвердження нової кризи і вже 31 грудня 2019 року Тайвань почав впроваджувати нефармацевтичні заходи, такі як перевірка температури мандрівників, відстеження GPS, підключення історії подорожей за останні 15 днів до своєї універсальної національної бази даних охорони здоров'я, закриття маршрутів подорожей до /з Уханя та накопичують засоби індивідуального захисту, такі як медичні маски. Хоча Тайвань був добре поінформований і пізніше отримав високу оцінку за надзвичайно ефективне стримування вірусів, Тайвань не міг зважити на реакцію Всесвітньої організації охорони здоров'я через тривалу політику Китаю щодо запобігання приєднанню Тайваню до ВООЗ та інших глобальних організацій. Німеччина, ще одна модель для наслідування в умовах кризи, також очікується у січні 2020 року. Відповідь федерального уряду Сполучених Штатів залишалася пасивною протягом 2 місяців, до середини березня 2020 року, не ініціюючи змін у своїх стратегічних національних запасах. медичних матеріалів.
У 2019 році Глобальна рада з моніторингу готовності повідомила, що фонд надзвичайної ситуації ВООЗ все ще виснажується через епідемію Еболи Ківу 2018-19 років. Популізм, націоналізм та протекціонізм впливають на геополітику, перш за все, ставлячи дві великі економіки на конфронтаційні курси, залишаючи вакуум лідерства на світовій арені.
З поширенням спалаху Уханя у січні 2020 року Китай почав блокувати експорт масок N95, пінеток, рукавичок та інших товарів, вироблених заводами на його території; організації, близькі до уряду Китаю, шукали ЗІЗ на зовнішніх ринках ще в лютому. Це спричинило непередбачуваний крах пропозиції для більшості інших країн, які спираються на нього.
Занадто розтягнуті медичні послуги часто відволікають ресурси від послуг, які потрібні жінкам, включаючи до- та постнатальну медичну допомогу та засоби контрацепції, і посилюють відсутність доступу до послуг сексуального та репродуктивного здоров'я.

## Тести
Дефіцит тестування є ключовим елементом, що заважає владі оцінити справжній масштаб поширення епідемії. Випереджувальні та агресивні стратегії тестування Німеччини та Кореї допомогли зменшити виміряну смертність. Німеччина розпочала виробництво та накопичення запасів тестів на COVID-19 з січня 2020 року.

### Діагностичні тести

#### Реактиви
В Ірландії та Великобританії наприкінці березня та на початку квітня нестача реагентів обмежила кількість тестів. До березня недостатня кількість реагенту стала вузьким місцем для масових випробувань у Європейському Союзі (ЄС), Великобританії (Великобританії) та Сполучених Штатах (США). Це змусило деяких авторів вивчити протоколи підготовки зразків, які передбачають нагрівання зразків при 98 ° C (208 ° F) протягом 5 хвилин, щоб вивільнити геноми РНК для подальшого тестування.
У Великій Британії 1 квітня уряд Великобританії підтвердило, що загалом 2000 співробітників NHS були протестовані на коронавірус з початку спалаху, але міністр кабінету міністрів Майкл Гоув сказав, що дефіцит хімічних речовин, необхідних для тесту, означає неможливість перевірки 1,2 мільйона співробітників NHS. Заява Гоува суперечила Асоціації хімічної промисловості, яка заявила, що не було дефіциту відповідних хімікатів, і що на зустрічі з міністром бізнесу за тиждень до цього уряд не намагався дізнатися про потенційні проблеми постачання.
У Сполучених Штатах також бракувало реагентів. Деякі лікарні виготовляли власні реактиви за загальнодоступними рецептами.

#### Тампони
Страх від нестачі мазків в Ісландії був уникнути, коли було виявлено запаси, щоб подолати розрив, поки з Китаю не надійде більше. У стратегічних національних запасах США не було мазків, і США мали дефіцит, незважаючи на те, що один допандемічний вітчизняний виробник збільшив виробництво до 1 мільйона тампонів на день у березні, а державне фінансування на будівництво нового заводу в травні. Дефіцит також виник у Великій Британії, але був вирішений до 2 квітня.

##### Внутрішнє виробництво
Американська FDA видала ліцензію на аналіз слини без мазків і на нові моделі мазків, включаючи 3-D друковані версії, які зараз виготовляються в лабораторіях, лікарнях та інших медичних установах з використанням тампонів. У США мазки для носа загального користування є медичними виробами класу I і не схвалені FDA. NIH заявило, що вони повинні дотримуватися вимог маркування FDA, бути виготовленими у закладі, зареєстрованому та зареєстрованому у FDA, та пройти загальнодоступний протокол тестування безпеки. Матеріал також повинен бути безпечним; можна використовувати вже затверджений автоклавіруваний пластик хірургічного класу. Повний процес розвитку може зайняти всього два тижні. 3-D друковані тампони збільшили попит на відповідні 3D-принтери.
Деякі зразки тривимірного друку тампонів мають публічну ліцензію за ліцензіями Creative Commons, а інші запатентовані, але файли тривимірного друку є вільно доступними за запитом у дозволених об'єктах під час епідемії.

## Засоби індивідуального захисту

### Загальні положення
Хоча переважна більшість ЗІЗ виробляється в Китаї, внутрішні поставки були недостатніми. Уряд Китаю взяв під контроль запаси іноземних підприємств, фабрики яких виробляли ці товари. Медикон, чиї три фабрики виробляли такі матеріали в Китаї, побачив, що їх запаси були захоплені урядом, очолюваним Комуністичною партією. Дані митниці Китаю показують, що з 24 січня по 29 лютого було імпортовано близько 2,46 млрд одиниць матеріалів для запобігання та боротьби з епідеміями, у тому числі 2,02 млрд масок та 25,38 млн предметів захисного одягу вартістю 8,2 млрд юанів (1 млрд доларів). Преса повідомляла, що China Poly Group разом з іншими китайськими компаніями та державними підприємствами відіграла важливу роль у розшукуванні ринків за кордоном для закупівлі найнеобхідніших медичних товарів та обладнання для Китаю. Risland (колишній заміський сад) отримав 82 тонни запасів, які згодом доставили авіатранспортом до Уханя. Компанія «Гренландія Холдінгз» також поставляла масові запаси медичних витратних матеріалів, таких як хірургічні маски, термометри, антибактеріальні серветки, засоби для дезінфекції рук, рукавички та парацетамол для доставки до Китаю. Масові закупівлі китайськими компаніями поставок на оптовому та роздрібному рівнях для допомоги своїм співвітчизникам на батьківщині сприяли дефіциту продукції у західних країнах, де працюють ці китайські компанії. 24 березня прем'єр -міністр Австралії Скотт Моррісон оголосив про обмеження такої діяльності.
З огляду на те, що глобальна пропозиція ЗІЗ є недостатньою, і слідуючи цим китайським заходам, Всесвітня організація охорони здоров'я (ВООЗ) рекомендувала у лютому 2020 року мінімізувати потребу у ЗІЗ за допомогою телемедицини; фізичні бар'єри, такі як прозорі вікна; дозволяти лише особам, які беруть безпосередню допомогу, входити до кімнати з хворим на COVID-19; використання тільки засобів індивідуального захисту, необхідних для конкретного завдання; продовження використання одного і того ж респіратора без його зняття під час догляду за кількома пацієнтами з однаковим діагнозом; моніторинг та координація ланцюга постачання ЗІЗ; і відлякування використання масок для безсимптомних осіб.

### Проблеми якості, що посилюють дефіцит
Наприкінці березня/на початку квітня 2020 р., Оскільки західні країни, у свою чергу, залежали від Китаю щодо поставок масок та іншого обладнання, європейські політики, напр. головний дипломат ЄС Хосеп Боррель звинуватив Китай у грі м'якої сили, щоб вплинути на світову думку. Крім того, деякі з поставок, надісланих до Іспанії, Туреччини та Нідерландів, були відхилені як несправні. Міністерство охорони здоров'я Нідерландів 21 березня відкликало від китайського постачальника 600 000 масок для обличчя, які не підходили належним чином і фільтри яких не працювали належним чином, незважаючи на те, що вони мають сертифікат якості; Уряд Іспанії виявив, що 60 000 з 340 000 наборів тестів від китайського виробника не провели точного тесту на COVID-19. Міністерство закордонних справ Китаю відповіло, що замовник повинен «ще раз перевірити інструкції, щоб переконатися, що ви замовили, оплатили та розповсюдили правильні. Не використовуйте нехірургічні маски для хірургічних цілей». У середині травня Єврокомісія призупинила замовлення 10 мільйонів китайських масок, призначених для країн-членів та Великобританії, після того, як дві країни повідомили про отримання нестандартних продуктів. Маски були замовлені виконавчою групою ЄС і розповсюджувалися у шість тижневих внесків. Після того, як перша партія з 1,5 мільйонів масок була роздана 17 із 27 держав -членів та Великобританії, Польща заявила, що отримані ними 600 000 виробів не мають європейських сертифікатів і не відповідають необхідним стандартам. Представник Комісії з питань охорони здоров'я Стефан Де Керсмакер пообіцяв провести розслідування та вжити необхідних заходів.
До квітня 2020 року дослідження показали, що значний відсоток хворих на коронавірус протікав безсимптомно, що дозволило вірусу поширюватися непомітно. Тому CDC рекомендує «носити тканинні покриття для обличчя в громадських місцях, де інші заходи соціального дистанціювання важко дотримуватися».

### Дезінфікуючі засоби
У багатьох областях дезінфікуючих засобів для рук немає в наявності, що спричинило зростання цін. У відповідь пивовари та винокурні почали виробляти дезінфікуючий засіб для рук.

### Захисне спорядження
У США дефіцит був таким, що деякі медсестри в одній лікарні Нью -Йорка вдавалися до носіння мішків для сміття як альтернативи недоступному захисному одягу. У світлі дефіциту традиційного захисного спорядження, малі підприємства у Сполучених Штатах перебудовувались для виробництва імпровізованих захисних пристроїв, часто створених за допомогою ініціатив із відкритим вихідним кодом, у рамках яких виробники передають спорядження лікарням. Прикладом може бути сейф для інтубації COVID-19, вперше використаний лікарнями на Тайвані, це акриловий куб, розміщений над тулубом інфікованого пацієнта, з отворами, які дозволяють інтубацію та екстубацію апарату штучної вентиляції легенів, а також мінімізують ризик заражених крапель для медичних працівників.
CNBC повідомила, що платформа електронної комерції Amazon заборонила продаж масок для обличчя N95 в ім'я ціноутворення; дефіцит захисного спорядження N95 став ще більш серйозним. Сторінка Amazon Golden Tree Supply Amazon звертається до канадської платформи електронної комерції Shopify, щоб продовжувати поставляти маски для обличчя N95 людям Сполучених Штатів.
У березні Асоціація лікарів Великобританії заявила, що недолік приховується залякуючими електронними листами, погрозами дисциплінарного стягнення та у двох випадках відправленням додому з роботи. Деякі лікарі були дисципліновані після того, як керівників роздратував матеріал, який вони розмістили в мережі про дефіцит хірургічних масок, окулярів, козирків і особливо халатів у багатьох лікарнях Британської національної служби охорони здоров'я. 18 квітня секретар громад Роберт Дженрік повідомив, що 400 000 захисних халатів та інших засобів індивідуального захисту прямують до Великобританії з Туреччини. Через день вони були відкладені; це змусило керівників лікарень вперше під час пандемії критикувати уряд. Вантаж прибув до аеропорту Стамбула по дорозі до Великобританії через два дні після того, як міністри сказали, що ЗІЗ з'явиться в країні. Лише 32 000 замовлення надійшло (менше однієї десятої), незважаючи на те, що Національна служба охорони здоров'я внесла авансовий платіж, щоб забезпечити його надходження 22 квітня. Зрештою, все це довелося повернути Туреччині, оскільки вони не відповідали стандартам NHS.
У липні митниця та охорона кордонів США (CBP) заборонили продукцію малазійської компанії Top Glove та її дочірньої компанії TG Medical через передбачувані порушення прав працівників, включаючи «боргову кабалу, надмірну понаднормову роботу, збереження документів, що посвідчують особу, та зловживання роботою та умови життя.» Більшість світових запасів рукавичок надходить з Малайзії.

### Маски для обличчя
Дивіться також: Хірургічна маска, тканинна маска для обличчя та маски для обличчя під час пандемії COVID-19

#### Рання епідемія в Китаї
З прискоренням епідемії на материковому ринку спостерігався дефіцит масок для обличчя через збільшення попиту населення. У Шанхаї клієнтам довелося стояти в черзі майже годину, щоб купити пачку масок для обличчя; акції були розпродані ще через півгодини. Накопичення та підривання цін підвищили ціни, тому регулятор ринку заявив, що буде розправлятися з такими діями. У січні 2020 року було введено ціновий контроль на всі маски для обличчя в Таобао та Тмаллі. Інші китайські платформи електронної комерції, такі як JD.com, Suning.com та Pinduoduo, діяли так само; Сторонні постачальники були обмежені цінами, а порушники-санкціями.

#### Національні запаси та дефіцит
У 2006 році 156 мільйонів масок було додано до стратегічних національних запасів США напередодні пандемії грипу. Після того, як вони були використані проти пандемії грипу 2009 року, ні адміністрація Обами, ні адміністрація Трампа не оновили запаси. До 1 квітня стратегічні національні запаси США були майже спорожніли.
У Франції у 2009 році витрати, пов'язані з H1N1, зросли до 382 мільйонів євро, переважно на товари та вакцини, що згодом було піддано критиці. У 2011 році було прийнято рішення не поповнювати свої запаси, а більше покладатися на поставки з Китаю та своєчасну логістику. У 2010 році її запас включав 1 мільярд хірургічних масок та 600 мільйонів масок FFP2; на початку 2020 року це становило 150 мільйонів і нуль відповідно. Незважаючи на те, що запаси поступово скорочувалися, раціонал 2013 року заявив про мету зменшити витрати на придбання та зберігання, тепер поширюючи ці зусилля на всі приватні підприємства як необов'язкову найкращу практику для забезпечення захисту своїх працівників. Особливо це стосувалося масок FFP2, їх придбання та зберігання дорожчі. Оскільки пандемія COVID-19 у Франції дедалі більше поширювалась на медичні приналежності, маски та засоби індивідуального захисту почали знижуватися і викликали обурення населення. За словами президента Франції Еммануеля Макрона, Франції потрібно 40 мільйонів масок на тиждень. Франція доручила своїм кільком заводам, що залишилися, що виробляють маски, працювати цілодобово, а також збільшити національне виробництво до 40 мільйонів масок на місяць. Французькі законодавці розпочали розслідування щодо минулого управління цими стратегічними запасами.
Після пандемії COVID-19 2020 року та поширених скарг медсестер та інших медичних працівників на відсутність масок N95 та належних протоколів Національна медична сестра США, найбільша організація зареєстрованих медсестер у США, подала понад 125 скарг до Професійної Офіси Адміністрації з безпеки та охорони здоров'я (OSHA) у 16 штатах звинувачують лікарні у невиконанні законів, що передбачають безпечні робочі місця, де медсестрам з COVID-19 слід надавати маски N-95.
Всесвітня організація охорони здоров'я (ВООЗ) закликала промисловість та уряди збільшити виробництво на 40 % для задоволення світових вимог 3 березня 2020 року, а також 6 квітня 2020 року опублікували документ з рекомендаціями щодо раціонального використання засобів індивідуального захисту. Цей документ був призначений для тих, хто перебуває у сферах охорони здоров'я та громад, включаючи обробку вантажів. Ця глобальна проблема дефіциту ЗІЗ незабаром стала предметом інтересу зацікавленої громадськості. Вчені з наукового фонду Ірландії досліджували, як ми можемо знайти рішення та уникнути цієї нестачі в майбутньому. Одночасно були розпочаті незалежні ініціативи та онлайн -платформи, такі як [PPE Needed], щоб забезпечити негайне рішення. ЮНІСЕФ також зробив кроки для зменшення поточного ризику та передбачення найближчих наслідків COVID-19, а також доступу до постачальників ЗІЗ.

#### Конкурс на постачання
Такі країни, як Великобританія, Франція, Німеччина, Південна Корея, Тайвань, Китай, Індія та інші, спочатку відреагували на спалах, обмеживши або заборонивши експорт медичних товарів для захисту своїх громадян, включаючи скасування розпоряджень, які інші країни вже забезпечили. Німеччина заблокувала експорт 240 000 масок, які прямували до Швейцарії, а також припинила аналогічні поставки в Центральночеський регіон. Одна французька компанія Valmy SAS була змушена заблокувати замовлення на надсилання ЗІЗ до Великобританії після того, як представник компанії у Великобританії повідомив CNN, що замовлення було заблоковано митниками на узбережжі Франції. Туреччина заблокувала партію апаратів штучної вентиляції легень, придбану двома регіональними урядами Іспанії у турецької компанії, мотивуючи це ризиком нестачі вдома утримування вентиляторів; Пізніше було випущено 116 апаратів штучної вентиляції легень.
У міру погіршення пандемії уряди почали застосовувати сильні тактики, включаючи навіть приховані засоби для отримання медичних матеріалів, необхідних для боротьби з коронавірусом, або шляхом сплати більшої кількості готівки за перенаправлення або вилучення такого обладнання. Прем'єр -міністр Словаччини Петер Пеллегріні заявив, що уряд готує готівку на суму 1,2 млн євро (1,3 млн доларів) для закупівлі масок у китайського постачальника. Потім він сказав: «Однак спочатку туди приїхав дилер з Німеччини, який заплатив більше за доставку і купив її». Український депутат Андрій Мотовиловець також заявив, що "Наші консули, які їдуть на заводи, знаходять своїх колег з інших країн (Росія, США, Франція, Німеччина, Італія тощо), які намагаються отримати наші замовлення. Ми заплатили заздалегідь банківським переказом і підписали контракти. Але у них більше грошей готівкою. Ми повинні боротися за кожну партію ". Влада Сан-Марино заявила, що вони організували банківський переказ постачальнику в Лугано, Швейцарія, для оплати півмільйонних масок, які будуть передані сусідам-італійцям. Однак вантажівка приїхала порожньою, оскільки один або кілька невідомих іноземних покупців запропонували більше.
Німеччина вилучила 830 000 хірургічних масок, які надходили з Китаю та йшли до Італії. Хоча італійській владі вдалося переконати Німеччину звільнити їх, проте ніхто в Німеччині взагалі не знайшов захоплених ними масок. 1,5 мільйона масок для обличчя, які повинні були бути доставлені з Іспанії до Словенії, були вилучені німецькими агентами. Французькі охоронці вилучили вантажні автомобілі, наповнені 130 000 масками для обличчя та коробками санітарно -гігієнічних засобів, які прямували до Великобританії, що було описано британським урядом як «підлий вчинок». Митна поліція Італії викрала близько 800 000 імпортованих масок та одноразових рукавичок, які мали відправити до Швейцарії.
22 березня італійська газета повідомила, що 680 000 масок для обличчя та апаратів штучної вентиляції легень, які вона замовила у Китаю, були конфісковані поліцією Чеської Республіки. Вони провели операцію проти торгівлі людьми, в ході якої вилучили обладнання зі складу приватної компанії в місті Ловошице на півночі країни. За даними чеської влади, пожертвування з Китаю представляло лише трохи більше 100 000 масок. Уряд Чехії відправив до Італії 110 000 одиниць компенсації. Незрозуміло, як маски потрапили в Ловошице. Міністр закордонних справ Чехії Томаш Петржичек сказав AFP: «Ловошице не зовсім на шляху з Китаю до Італії».
Валері Пекрес, регіональний радник острова Іль-де-Франс, стверджувала, що деякі американці, в агресивному пошуку акцій, зробили заявки на асфальт за запаси масок-невидимих-очікуючи навантаження на перевізників, заплативши в 3 рази ціну готівкою. Однак Politico Europe повідомила, що претензія французів «необґрунтована», а посольство США в Парижі заявило, що «уряд Сполучених Штатів не закупив жодних масок, призначених для доставки з Китаю до Франції. Повідомлення про протилежне абсолютно неправдиві».
3 квітня берлінський політик Андреас Гейзель звинуватив американських агентів у привласненні з аеропорту в Бангкоку партії 200 000 масок для обличчя, виготовлених 3 млн. Осіб, призначених для поліції Берліна. Однак ці твердження виявилися неправдивими, оскільки 3M виявило, що «не має записів про замовлення респіраторних масок з Китаю для берлінської поліції», а пізніше поліція Берліна підтвердила, що вантаж не був вилучений владою США, а, як кажуть, просто був куплений за вигіднішою ціною, широко вважається німецьким дилером або Китаєм. Це відкриття обурило берлінську опозицію, лідер парламентської групи ХДС Буркард Дреггер звинуватив Гейзель у «навмисному введенні в оману берлінців», щоб «приховати власну нездатність отримати захисне спорядження». Експерт з внутрішніх справ FDP Марсель Лют сказав: «Великі імена в міжнародній політиці, такі як сенатор від Берліна Гейзел, звинувачують інших і закликають американське піратство служити антиамериканським кліше». Politico Europe повідомляє, що «берлінці виривають сторінку прямо з посібника Трампа і не дозволяють фактам заважати хорошій історії». The Guardian також повідомляє, що «немає вагомих доказів, що Трамп або будь -який інший американський чиновник схвалили німецьку крадіжку».
3 квітня Джаред Московіц, керівник відділу управління надзвичайними ситуаціями у Флориді, звинуватив американську компанію 3M у продажі масок N95 безпосередньо іноземним країнам за готівку замість США. Московіц заявив, що 3M погодилася дозволити дистриб'юторам та брокерам представляти, що вони продають маски у Флориду, але замість цього його команда протягом останніх кількох тижнів «потрапляє на повністю порожні склади». Потім він сказав, що уповноважені дистриб'ютори 3M США пізніше повідомили йому, що маски, на які укладала контракт Флорида, ніколи не з'являлися, оскільки натомість компанія надавала пріоритет замовленням, які надходять пізніше, за вищими цінами, від іноземних країн (включаючи Німеччину, Росію та Францію). У підсумку Московіц висвітлив це питання у Twitter, заявивши, що вирішив «тролювати» 3M. Forbes повідомляв, що «приблизно 280 мільйонів масок зі складів у США були придбані іноземними покупцями [30 березня 202 року і були призначені для виїзду з країни, за словами брокера — і це було за один день», що спричинило величезний критичний дефіцит використання масок у США Використовуючи Закон про виробництво оборони, адміністрація Трампа наказала компанії 3M припинити продаж масок американського виробництва Канаді та Латинській Америці, що, за словами компанії, спричинить «значні гуманітарні наслідки» і може спричинити ці країни у відповідь. чисте скорочення поставок у США.
3 квітня шведська медична компанія Mölnlycke оголосила, що Франція вилучила мільйони масок для обличчя та рукавичок, які компанія імпортувала з Китаю до Іспанії та Італії. Генеральний директор компанії, Річард Твомі, засудив Францію за «конфіскацію масок та рукавиць, навіть якщо вони не були її власними. Це надзвичайно тривожний, неприємний вчинок». За оцінками Мьонліке, «загалом» французи захопили шість мільйонів масок. Усі були укладені за контрактом, включаючи по мільйон масок для Франції, Італії та Іспанії. Решта були призначені для Бельгії, Нідерландів, Португалії та Швейцарії торговельний статус з ЄС ". Міністерство закордонних справ Швеції заявило агентству France-Presse: "Ми очікуємо, що Франція негайно припинить реквізицію медичного обладнання та зробить все можливе, щоб забезпечити безпеку ланцюгів поставок та транспортування товарів. Спільний ринок має функціонувати, особливо в часи кризи ".
24 квітня мер Сан -Франциско Лондон Брід скаржився, що замовлення її міста на засоби індивідуального захисту були перенаправлені в інші міста та країни. Вона сказала: "У нас були проблеми з переміщенням наших замовлень нашими постачальниками в Китаї. Наприклад, ми мали ізольовані халати по дорозі до Сан -Франциско, і вони були перенаправлені до Франції. У нас були ситуації, коли ми замовляли речі які пройшли митницю, були вилучені FEMA для перенаправлення в інші місця ".
Торгівля медичними товарами між США та Китаєм також ускладнилася з політичної точки зору. Експорт масок для обличчя та іншого медичного обладнання до Китаю з США (та багатьох інших країн) у лютому різко зростав, згідно зі статистичними даними Trade Data Monitor, що викликало критику з боку Washington Post, що уряд Сполучених Штатів не передбачив внутрішніх потреб у це обладнання. Так само The Wall Street Journal з посиланням на Монітор торгових даних показує, що Китай є провідним джерелом багатьох ключових медичних товарів, висловив побоювання, що мита США на імпорт з Китаю загрожують імпорту медичних товарів у США.

#### Повторне використання масок
Дефіцит одноразових медичних масок та звіти про повторне використання на місцях призводять до питання, який процес міг би належним чином дезінфікувати ці ЗІЗ, не змінюючи їх здатності до фільтрації.
Маски FFP2 можна дезінфікувати парою 70 ° C, що дозволяє повторне використання. Не рекомендується вживати алкоголь, оскільки він змінює статичний заряд мікроволокна маски N95, що сприяє фільтрації. Хлор також не рекомендується, оскільки його випаровування може бути шкідливим. Автори застерігають від повторного використання непрофесіоналами, зазначаючи, що навіть найкращі методики можуть погіршити маску, якщо їх не виконувати належним чином.
Сінгапурське дослідження не виявило забруднення на масці після короткого догляду за пацієнтами з COVID-19, що припускає, що маски можна використовувати повторно для догляду за багатьма пацієнтами. Частина вірусу SARS-CoV-2 може пережити тривалий вплив до 60 ° C.
Виробники розробили дезінфекційні ящики з контролем Arduino з регуляторами температури для безпечного повторного використання хірургічних масок та масок N95.
Дезінфекція газу дозволяє повторно використовувати 10 разів.

#### Маски своїми руками
Через нестачу масок N95 волонтери створили альтернативну версію NanoHack, надруковану 3D. Ця друкована маска дозволяє використовувати хірургічну маску вручну як фільтри з дрібними частинками.
Враховуючи дефіцит масок та неоднозначність їх ефективності, окремі особи та волонтери почали виготовляти тканинні маски для себе чи для інших. Для полегшення створення в Інтернеті доступні різні проекти.
Нові аксесуари для масок були створені окремими людьми та групами виробників по всьому світу з використанням дизайну з відкритим вихідним кодом, наприклад, вушної заставки, щоб зробити комфортніше носити маски протягом тривалого часу.

### Медичний щит для обличчя
Відреагувавши на брак лицьового щита, волонтери із спільноти виробників, що володіють можливостями 3D-друку, розпочали спроби виготовити маску для обличчя персоналу лікарні, поліції, персоналу будинку престарілих та інших працівників на передовій. В цілому, люди з 86 країн займаються добровільним виробництвом ЗІЗ для доповнення традиційних ланцюгів поставок — багато з яких були перервані. Вони спільно випустили щонайменше 25 мільйонів щитків для обличчя з такими техніками, як 3D -друк, лазерне різання та лиття під тиском.

#### Виробники 3D -принтерів
На ранній стадії кілька виробників 3D -принтерів опублікували свої проекти.
14 березня Budmen Industries, виробник 3D-принтерів на замовлення у Нью-Йорку, створив дизайн щита для обличчя та виготовив свої перші 50 щитів з планом пожертвувати округу Онондага для використання на полігоні для тестування на COVID-19. Компанія опублікувала їх дизайн, і за тиждень було завантажено більше 3000 завантажень. До кінця місяця компанія та її партнер виготовили 5000 масок для обличчя з глобальними запитами на 260 000 одиниць.
16 березня Prusa Research, чеський виробник 3D -принтерів, розпочав роботу над дизайном щита для обличчя для медичного використання. Проект був затверджений Міністерством охорони здоров'я Чехії і протягом 3 днів пройшов польові випробування та масштабне виробництво. Компанія опублікувала дизайн для людей, щоб виготовити щити для обличчя, щоб підтримати місцеві зусилля. Дизайн був завантажений у великій кількості виробниками по всьому світу. До кінця березня в компанії працювало 500 співробітників, які працювали над замовленням 10 000 щитів. Їх дизайн був завантажений 40000 разів.

#### Місцеві волонтери
Оскільки дефіцит засобів індивідуального захисту в лікарнях Нью -Йорка перейшов у критичну стадію, 20 березня волонтери почали виготовляти щити для обличчя за дизайном Budmen. Більше зусиль було розпочато різними групами — від любителів та вчених до експертів. Було створено багато проектів і сформовано групи для постачання щитів для обличчя місцевим лікарням.
24 березня, під час розширення епідемії, популярний французький виробник 3D і YouTuber Heliox оголосив 24 березня, що вона буде безкоштовно виробляти щити для обличчя, спираючись на дизайн іншого виробника. До неї швидко звернулися місцеві лікарні, медичні центри та інші медичні працівники з проханням швидко доставити захисні маски. Помітна популярність її ініціативи змусила інших виробників 3D об'єднати зусилля та запропонувати свою допомогу в інших регіонах для зв'язку закладів охорони здоров'я з виробниками поблизу.
30 березня The New York Times опублікувала відеоролик про дефіцит, пов'язаний з COVID-19, та рішення для медичних працівників своїми руками.

#### Державні установи
23 березня 2020 року Управління з контролю за продуктами та медикаментами США (FDA), Міністерство у справах ветеранів США (VA) та Національні інститути охорони здоров'я (NIH) уклали меморандум про взаєморозуміння для формування державно-приватного партнерства з компанією America Makes, некомерційна організація, яка випробовує конструкції 3D-друкованих засобів індивідуального захисту, включаючи щити для обличчя. Угода полягала в тому, щоб NIH надала систему обміну 3D -друком для вимагання відкритих проектів, VA для проведення тестування в клінічних умовах, FDA для участі в процесі огляду та America Makes для координації з виробниками для виготовлення затверджених проектів для медичних закладів. Станом на 18 червня 13 щитів для обличчя було переглянуто як придатні для клінічного використання.
9 квітня 2020 року FDA видала дозвіл на екстрене використання, який включав дозвіл на використання медичних щитів для обличчя. FDA виклала деталі умов та відмову від вимог для виробників щитів для обличчя у листі від 13 квітня 2020 року.

#### Компанії
5 квітня Apple Inc. оголосила, що випускатиме 1 млн. Щитків для обличчя, які будуть надсилати до лікарень США. До середини квітня багато великих компаній, таких як Hewlett-Packard, Ford Motor Company та Blue Origin, об'єднали зусилля щодо виготовлення щитків для обличчя. Навіть виробники спортивного інвентарю, такі як Bauer Hockey, приєдналися і почали виготовляти щитки для обличчя медичним працівникам.

## Медичні засоби
Наявність ліжок для надання медичної допомоги та інтенсивної терапії, апаратів механічної вентиляції та ЕКМО, які зазвичай тісно пов'язані з лікарняними ліжками, було описано як критичне вузьке місце у відповідь на триваючу пандемію COVID-19. Відсутність таких пристроїв різко підвищує смертність від COVID-19.

### Оксигенаційна маска
Популярні маски для сноркелінга були адаптовані до використання кисневих дихальних масок для екстрених випадків за допомогою використання 3D -друкованих адаптерів та мінімальних змін до оригінальної маски. Відповідно до італійського законодавства щодо медичної допомоги, де реалізується проект, використання пацієнта вимагає підписаної декларації про прийняття використання несертифікованого біомедичного пристрою. Проект надає 3D -файли безкоштовно, а також 2 форми для реєстрації лікарень, які цього потребують, та 3D -розробників, готових виготовити адаптери. У Франції головний виробник спортивного одягу та масок для підводного плавання Decathlon припинив продаж своїх масок, щоб перенаправити їх на медичний персонал, пацієнтів та виробників 3D. Міжнародна співпраця, включаючи Decathlon, BIC, Stanford та інших суб'єктів, знаходиться на шляху до розширення виробництва для міжнародних потреб.
Група виробників Plan B у Румунії виготовила понад 2000 модифікованих масок для підводного плавання для боротьби з пандемією.

### Ліжка інтенсивної терапії
Як у багатих країнах, так і в країнах, що розвиваються, буде чи доведеться зіткнутися з нестачею ліжок для інтенсивної терапії, але очікується, що ситуація буде більш інтенсивною в країнах, що розвиваються, через зниження рівня обладнання.
На початку березня уряд Великобританії підтримав стратегію розвитку імунітету природного стада, викликавши різку критику з боку медичного персоналу та дослідників. Різні прогнози Команди реагування на COVID-19 Імперського коледжу, оприлюднені 16 березня, свідчать про те, що на пікову кількість випадків у Великобританії знадобиться від 100 до 225 ЦКБ / 100 000 мешканців, якщо будуть введені в дію належні стратегії пом'якшення або відсутність стратегій пом'якшення, відповідно. Ці вимоги одночасно перевищуватимуть поточні можливості Великобританії, що становить 6,6–14 ККБ / 100 000 мешканців. У найкращому випадку пікове навантаження вимагатиме в 7,5 разів більше поточної кількості наявних ліжок інтенсивної терапії. Приблизно 16 березня уряд Великобританії змінив траєкторію руху до більш стандартної стратегії пом'якшення/придушення.
У Франції близько 15 березня регіон Гранд -Ест був першим, хто висловив дефіцит КТБ, що обмежує її подолання кризи. Публічна допомога Hôpitaux de Paris (AP-HP), яка керує більшістю лікарень у столиці Франції (~ 10 млн. Жителів), повідомила про потребу у 3000–4000 реанімаційних відділеннях. Поточна потужність, як повідомляється, становить від 1500 до 350, залежно від джерела.
У Франції, з огляду на нестачу лікарняних ліжок у відділеннях інтенсивної терапії в регіонах Гран-Ест та Іль-де-Франс, важких, але стабільних пацієнтів з ГРВІ та дихальною допомогою перевезли до інших регіональних медичних центрів у Франції, Німеччині, Австрії, Люксембурзі чи Швейцарії.

### Механічна вентиляція
Механічну вентиляцію називають «пристроєм, який вирішує між життям і смертю» [краще джерело] для пацієнтів з COVID-19, оскільки 3,2 % виявлених випадків потребують вентиляції під час лікування. Дефіцит вентиляторів є ендемічним у країнах, що розвиваються. У разі нестачі деякі стратегії сортування обговорювалися раніше. Однією зі стратегій є оцінка пацієнта за такими параметрами, як: перспективи короткострокового виживання; перспективи довгострокового виживання; етап життєвих міркувань; вагітність і шанс. Часта тривалість відновлення інтубації від 15 до 20 днів є важливим чинником нестачі апарату штучної вентиляції легень.
Важливим способом зменшення попиту на апарати штучної вентиляції легенів є використання пристроїв CPAP як першої інстанції. З цієї причини самі пристрої CPAP стали дефіцитом.

#### Офіційні оцінки
У 2000 -х роках CDC США оцінював національну нестачу 40–70 000 апаратів штучної вентиляції легенів у разі пандемічного грипу. З цієї оцінки виплив проект Aura, державно-приватна ініціатива з розробки скромного механічного вентилятора на 3000 доларів, простий у масовому виробництві та здатний постачати Стратегічні національні запаси. Компанія Newport Medical Instruments отримала контракт на проектування та створення прототипів (2011) економних апаратів штучної вентиляції легень для посадових осіб CDC, сподіваючись пізніше отримати прибуток від цього продукту, перейшовши на приватний ринок, де конкуруючі пристрої були продані за 10 000 доларів. У квітні 2012 року представники охорони здоров'я та соціальних служб США підтвердили Конгресу США, що проект планується подати на затвердження на ринок наприкінці 2013 року, після чого пристрій почне масове виробництво. У травні 2012 року медичний конгломерат у розмірі 12 мільярдів доларів США Covidien, провідний актор ринку механічної вентиляції, придбав Newport за 100 мільйонів доларів. Незабаром Ковідієн попросив скасувати контракт Project Aura, оскільки він був недостатньо прибутковим. Колишні керівники Newport, урядовці та керівники конкуруючих компаній вентиляторів підозрюють, що Covidien придбав компанію Newport, щоб запобігти економній конструкції вентилятора у розмірі 3000 доларів США, яка не порушить її прибуткову роботу вентиляції. У 2015 році Covidien об'єднався в компанію Medtronic. Проект Aura шукав, а потім підписував новий контракт із охороною здоров'я Philips. У липні 2019 року FDA підписала 10 000 одиниць свого портативного вентилятора Trilogy Evo, який буде доставлений до SNS до середини 2020 року.
25 березня 2020 року Ендрю Куомо провів детальну 1-годинну прес-конференцію щодо COVID-19, наголосивши на очікуванні серйозної нестачі апаратів штучної вентиляції легенів та їх важливості для підтримки життя у важких випадках COVID-19. Куомо сказав, що штату Нью -Йорк в кінцевому підсумку знадобиться близько 30 000 апаратів штучної вентиляції легень, щоб впоратися з припливом, при цьому на 25 березня їх буде лише 4 000; 27 -го, президент Трамп висловив сумнів у необхідності, сказавши: «Я не вірю, що вам потрібні 40 000 або 30 000 апаратів штучної вентиляції легень», і протистояв закликам змусити підприємства виробляти їх. Пізніше, 27 -го, Президент прийняв заклики допомагати державам у закупівлях вентиляторів, використовуючи Закон про виробництво оборони, хоча залишаються побоювання, що закупівлі не відбудуться вчасно, щоб запобігти серйозному дефіциту.

#### Постачальники промисловості
У Європі компанія Löwenstein Medical, що виробляє 1500 апаратів ШВЛ на рівні інтенсивної терапії та 20 000 штучних апаратів штучної вентиляції легень на дому на рік лише для Франції, вказала на нинішній високий попит та дефіцит виробництва. Базуючись у Європі, усі їх компоненти є європейськими та не залежать від китайського ланцюжка поставок. Що стосується нарощування виробництва, було запропоновано збільшити виробництво апаратів штучної вентиляції легень на дому, більш простих, які можна зібрати за півгодини, але здатних підтримувати пацієнтів через синдром гострого респіраторного дистрессу. Вузьким місцем було головним чином питання кваліфікованих людських ресурсів. У звичайному режимі роботи вентилятори на рівні інтенсивної терапії слід оновлювати кожні 10-15 років. Через пандемію коронавірусу Німеччина та інші європейські країни почали контролювати постачання компанії.
У Китаї місцеві виробники намагалися задовольнити світовий попит на вентилятори.
Компанія Medtronic зробила загальнодоступними технічні характеристики конструкції вентилятора, але питання щодо ліцензування залишаються невизначеними.

#### Імпровізовані вентилятори
У Сполученому Королівстві, незважаючи на те, що в 2016 році під час вправи NHS NHS не було виявлено нестачі апаратів штучної вентиляції легень, їх було недостатньо під час пандемії COVID, а урядових запасів виявилося недостатньо. У березні британський уряд закликав промисловість долучитися до виготовлення апаратів штучної вентиляції легень для NHS, а Дайсон і Бебкок розкрили плани щодо створення 30 000 медичних апаратів штучної вентиляції легень (ця сума вважалася необхідною, виходячи з моделювання з Китаю). У виклику вентиляторів брали участь такі компанії, як Airbus, Rolls-Royce та Ford. Тоді це вважалося непрактичним; запропоновані урядом типи компаній ШВЛ були грубими і не могли бути використані в лікарнях. Жодна із залучених компаній не досягла завершальних етапів тестування, і більшість з них виявилися перевищенням вимог заднім числом.
Конструктори 3D працюють над різними недорогими альтернативними вентиляційними пристроями або пристосуваннями. Медичні вироби з відкритим вихідним кодом (OSMS) перераховують стандарти та вимоги до апаратів штучної вентиляції легенів з відкритим вихідним кодом у своїй бібліотеці проектів, але жодні окремі проекти не були опубліковані через бібліотеку.
Інша стратегія полягає в тому, щоб змінити схеми, щоб забезпечити вентиляцію декількох пацієнтів одночасно з одного апарату штучної вентиляції легенів. Анестезіолог, доктор Алан Готьє з Онтаріо, Канада, продемонстрував перетворення одного апарату штучної вентиляції легенів на одного пацієнта в апарат з дев'ятьма пацієнтами завдяки відеоролику YouTube 2006 року 2 лікарів з Детройта. Цей та подібні методи, описані для обміну вентиляторами, використовують Т-подібні трубки для поділу повітряного потоку та збільшення кількості пацієнтів, яким надається підтримка дихання. Можливість поділитися вентилятором
Інша стратегія полягає в тому, щоб змінити схеми, щоб забезпечити вентиляцію декількох пацієнтів одночасно з одного апарату штучної вентиляції легенів. Анестезіолог, доктор Алан Готьє з Онтаріо, Канада, продемонстрував перетворення одного апарату штучної вентиляції легенів на одного пацієнта в апарат з дев'ятьма пацієнтами завдяки відеоролику YouTube 2006 року 2 лікарів з Детройта. Цей та подібні методи, описані для обміну вентиляторами, використовують Т-подібні трубки для поділу повітряного потоку та збільшення кількості пацієнтів, яким надається підтримка дихання. Можливість користуватися апаратом штучної вентиляції легенів між двома або більше пацієнтами обмежена різною комплаєнсою легень між пацієнтами (що призводить до різних, можливо шкідливих, відмінностей у дихальному об'ємі, що доставляється кожному пацієнту), відхиленням між пацієнтами в контурі, а також потенційним потенціалом поширювати хвороботворні мікроорганізми між пацієнтами.
В Ірландії волонтери розпочали проект вентиляції з відкритим кодом у співпраці з медичним персоналом.
В Італії місцевій журналістці та директору журналу Нунції Валліні з Giornale di Brescia (Brescia Daily) повідомили, що поблизу лікарні К'яні закінчуються клапани, які змішують кисень з повітрям, і тому вони є важливою частиною реанімаційних пристроїв. Постачальника клапанів не було в наявності, що призвело до смерті пацієнтів. Валліні зв'язався із засновником FabLab Массімо Темпореллі, який запросив Мікеле Фейні, експерта з виробництва 3D -друку та дизайнера досліджень та розробок у Lonati SpA, долучитися до роботи з 3D -друку. Коли постачальник не хотів розповідати про специфіку конструкції, вони реконструювали клапани і випустили обмежену некомерційну серію для місцевих лікарень. Щоб задовольнити біомедичні вимоги, які витримують періодичну санітарію, Lonati SpA використовувала свої 3D -принтери SLS для друку близько 100 клапанів з нейлону PA12. Файні та Темпореллі досі визнають обмеження свого виробництва: 3D -друк не може досягти якісного та стерилізованого контексту оригінальних клапанів та виробничого процесу. Всупереч чуткам в Інтернеті, клапани не коштують 10 000 доларів США кожен, і оригінальний виробник не погрожував судитися з командою 3D -принтерів. Вентиляторні розгалужувальні клапани розглядалися як резервні резервні копії в різних лікарняних системах, і численні конструкції були переглянуті медичними працівниками та опубліковані в бібліотеці OSMS.
Хакери проекту «Вентилятор» продумали пропозицію перепрофілювати машини CPAP (маски для апное під час сну) як апарати штучної вентиляції легень, зламати поодинокі вентилятори, щоб розділити потік повітря і лікувати кількох пацієнтів, а також використовувати заземлені літаки як засоби для лікування, використовуючи їх однокисневі інфраструктура маски на місце. Серед 350 залучених волонтерів ключовими учасниками були інженери, знайомі з розробкою та виробництвом пристроїв, медичні працівники, знайомі з існуючими апаратами дихання, та юристи, які можуть орієнтуватися у правилах FDA. Центральним напрямком дослідження є відхід від найсучасніших функцій сучасної механічної вентиляції, що включає шари електроніки та системи моніторингу пацієнтів, щоб зосередитися виключно на допоміжному диханні потоком повітря під тиском. Група, наприклад, шукала для вивчення стару модель «армійського респіратора армії» лабораторій Гаррі Даймонд. Хоча ми сподіваємось, що вони зможуть представити життєздатний та масовий виробничий проект, на пізніших рівнях залишилися питання: лінія масового виробництва, затвердження FDA, навчання персоналу, наявність персоналу та, зрештою, фактичні потреби на майданчиках боїв.
Команда Массачусетського технологічного інституту розробила вентилятор швидкої допомоги.

### ECMO
Екстракорпоральна мембранна оксигенація — це пристрої, здатні замінити легені та серце пацієнта. Станом на 6 лютого 2020 року медичну спільноту було запропоновано встановити критерії для сортування пацієнтів ECMO.

## Зручності

### Лікарні
У міру погіршення становища Уханя та надання допомоги перевантаженій Центральній лікарні Уханя та Регіональному медичному центру гори Дабі, Китай протягом кількох днів побудував дві лікарні екстреної допомоги: лікарню Хуошеншань та лікарню Лейшеншань. У березні 2020 року лікарні поступово припиняли свою діяльність.
23 березня генерал -лейтенант Тодд Т. Семоніт, начальник інженерного корпусу армії США, повідомив про постійні зусилля з оренди існуючих приміщень, таких як готелі, гуртожитки коледжів та більший зал, щоб тимчасово перетворити їх на медичні заклади.
16 березня президент Франції Еммануель Макрон оголосив, що в регіоні Гранд-Ест буде створено військовий госпіталь, який забезпечить до 30 ліжок інтенсивної терапії. Через 7 днів лікарню тестували.
До 8 березня в Ломбардії було створено 482 нових ліжка інтенсивної терапії. Директор відділення інтенсивної терапії Лоді повідомив, що кожен квадратний метр, кожен прохід лікарні були переосмислені для важких пацієнтів з COVID-19, збільшивши кількість ліжок у відділенні інтенсивної терапії з 7 до 24. У Монці відкрили 3 нові палати по 50 ліжок кожна Березень. У Бергамо були змінені послуги з гастрології, внутрішньої медицини та неврології.
У Великій Британії майже весь приватний медичний фонд був реквізований, забезпечуючи надбавку
У Великобританії майже весь приватний медичний фонд ліжок був реквізований, забезпечуючи додаткові 8000 ліжок. Три лікарні Найтінгейла були створені Національною службою охорони здоров'я Англії разом з військовими, щоб забезпечити додаткові 10–11 000 ліжок для надання медичної допомоги, ще одну лікарню на 1000 ліжок, створену в Шотландії, та лікарню на 3000 ліжок на стадіоні Князівства в Кардіффі. Тимчасові палати були побудовані на автостоянках лікарень, а існуючі палати реорганізовано, щоб звільнити 33 000 ліжок в Англії та 3 000 у Шотландії для пацієнтів з COVID-19. Ангар в аеропорту Бірмінгема був переобладнаний у 12 000 тіло моргу.

### Морги
Дефіцит морга в Нью -Йорку змусив місто запропонувати тимчасове поховання у парках.

## Медичні працівники
Цей розділ потребує розширення: читання та інтеграція відповідних джерел, зазначених на сторінці обговорення. Ви можете допомогти, додавши до нього. Відповідне обговорення можна знайти в Talk: Дефіцит, пов'язаний з пандемією COVID-19. (Квітень 2020 р.)
На нестачу медичних працівників впливає безліч факторів. По -перше, надлишок попиту через пандемію. По-друге, спеціалізований характер догляду за важкохворими та час, необхідний для підготовки до нових методів роботи щодо запобігання перехресного зараження, у деяких випадках за допомогою нових типів засобів захисту (ЗІЗ). Третій фактор-це втрата персоналу через пандемію, головним чином тому, що вони самоізолюються з симптомами (які можуть бути не пов'язані між собою) або тому, що у члена сім'ї є симптоми, а також через тривалі наслідки захворювання або смерть. Цей останній випадок стосується всієї системи охорони здоров'я та ускладнює залучення персоналу з медичних працівників, які не заражені COVID-19.
Серед пом'якшувальних факторів, які використовуються, є залучення військових і спортивних медиків, лікарів останніх курсів навчання, працівників приватного сектору, а також повторний набір пенсіонерів та тих, хто переїхав з медичного сектору. Для немедичних ролей наймали персонал з інших секторів.
Крім того, автоматизація охорони здоров'я (рішення для автоматизації процесів, медичні технології на основі штучного інтелекту …) може допомогти скоротити кількість медичного персоналу, а деяке обладнання, таке як гарнітури доповненої реальності (Microsoft HoloLens, …)) також може допомогти зменшити можливість того, що медичний персонал захворіє та не зможе працювати, також може зменшити кількість потреб у медичному персоналі за рахунок підвищення ефективності праці.

### Перевантаження пацієнта
Опинившись перед перспективою некерованого припливу пацієнтів як у своєму місті, так і в інших містах США, мер Нью -Йорка Білл де Блазіо закликав федеральний уряд США набрати додатковий медичний персонал для задоволення попиту. Він запропонував найняти з басейну, який включає лікарів та медсестер на пенсії, приватних хірургів та інших, які активно не доглядають за пацієнтами з COVID-19, і запропонував призначити та перепризначити їх за потребою у різні частини країни залежно від того, які міста та штати очікуються бути найстрашнішим у будь -який момент часу.

### Ізоляція та травма
Що стосується Китаю, медичний персонал самоізолюється від сімей і перебуває під високим емоційним тиском.
Серед медичних працівників очікується психологічна травма.
АМА створило посібник для організацій охорони здоров'я щодо зменшення психосоціальних травм та збільшення ймовірності медичного персоналу.

### Хвороба і смерть
В Італії щонайменше 50 лікарів померли від COVID-19.
У Ломбардії, Італія, із спалахом середини березня 2020 року медичний персонал повідомив про високий рівень хворого персоналу. У Лоді викликали лікарів інших служб для відвідування хворих на COVID. У Кремоні кількість відвідувань пацієнтів утричі перевищувала звичайну кількість послуг, коли працювали 50 % персоналу. 12 березня 8 % із 13 382 випадків захворювання в Італії становили медичні працівники. Також повідомлялося, що від 5 до 10 % смертей — медичний персонал. 17 березня в одній з найбільших лікарень регіону Бергамо закінчилися ліжка в відділеннях інтенсивної терапії, пацієнтів доставляли в інші регіони на гелікоптері.
Близько 14 % іспанських випадків — це медичний персонал.
У США до кінця травня 2020 року було виявлено близько 62 000 ВГР, інфікованих — 291 (0,47 %).
До кінця травня в Мексиці було виявлено 11 000 медичних працівників як інфікованих, що вичерпало медичні ряди.

## Промислова продукція
Дефіцит пропану, який пояснюється зменшенням видобутку нафти через зниження попиту на подорожі під час пандемії, вважався потенційно негативним фактором, що впливає на виробництво сільськогосподарської продукції. Пандемія призвела до зростання споживчого попиту на пропан, оскільки взимку все більше людей сиділо вдома, збільшуючи потребу в опаленні та приготуванні їжі. У Сполучених Штатах повідомлялося про дефіцит пропану в Кентуккі, Луїзіані та Вісконсині.
У США пандемія спричинила дефіцит пиломатеріалів та сталі.

### Глобальний дефіцит чіпів
Основна стаття: Дефіцит чіпів у 2020–21 роках у світі
Багато автомобільних компаній, таких як General Motors, були змушені припинити виробництво на кількох заводах по всій Північній Америці через нестачу напівпровідників. З жорсткими вимогами, яких неможливо висунути
Багато автомобільних компаній, таких як General Motors, були змушені припинити виробництво на кількох заводах по всій Північній Америці через нестачу напівпровідників. Зі значними вимогами, які неможливо задовольнити, ці проблеми, ймовірно, розтягнуться на 2022 рік, поставивши під загрозу відновлення світового виробництва. Східна Азія є домом для 75 % світових виробничих потужностей, переважно TSMC та Samsung. Створення чіпів дуже водоємне, і в Тайвані в 2021 році була посуха, що ще більше погіршило проблему. Регіон відчуває часті руйнівні землетруси та геополітичну напруженість, такі як відносини між протоками та державний переворот М'янми 2021 року.
Також не вистачало чіпів для ПК PlayStation 5, Xbox Series X/S та Gaming, що, як очікується, триватиме щонайменше до 2022 року.

## Фармацевтичні продукти
Цей розділ потребує розширення. Ви можете допомогти, додавши до нього. (Квітень 2020 р.)
Критичний дефіцит інгаляційних ліків намітився через те, що у березні 2020 року кількість випадків COVID-19 значно зросла.

## Споживчі товари
Деякі товари повсякденного користування відчувають дефіцит внаслідок як порушення ланцюгів поставок, так і зростання попиту, що призводить до порожніх полиць для цих продуктів у продуктових магазинах. Серед уражених продуктів — туалетний папір, засоби для дезінфекції рук, засоби для чищення, консерви.
Повідомлялося про нестачу різних споживчих товарів через порушення ланцюгів поставок або незвичний попит, включаючи морозильні камери та іншу побутову техніку, швейні машини, купюри за 100 доларів (на одному банку в Нью -Йорку), пазли, гирі, кров, хлібопекарські дріжджі, собаки та коти для усиновлення в Нью -Йорку, PlayStation 4, Nintendo Switch та Nintendo Switch Lite, портативні та планшетні комп'ютери, птиця та хлор у басейні.
У всьому світі спостерігається нестача велосипедів через високий попит як на відпочинок, так і на їзду на роботу, оскільки громадський транспорт у багатьох місцях був закритий через пандемію. Проблема загострилася через пов'язане з цим зниження виробництва в Азії та Європі.
У середині 2020 року дрібні золоті злитки та золоті монети зіткнулися з дефіцитом через збільшення попиту на золото як стабільну інвестицію, а також через припинення роботи деяких нафтопереробних заводів та монетних дворів через карантини.
Багато дефіцитів пояснюється ощадливим виробництвом.

### Презервативи
Наприкінці березня та на початку квітня занепокоєння щодо глобального дефіциту презервативів виникли після того, як деякі заводи, які виробляють презервативи, були змушені закрити або скоротити свою діяльність відповідно до наказів уряду про перебування вдома, включаючи малайзійську Karex, найбільший у світі виробник презервативів. Це посилюється затримками доставки через більші обмеження на імпорт та фрахт, наприклад, через 18-денний карантин Єгипту щодо відвантаження презервативів. Можливість нестачі презервативів викликала особливе занепокоєння у груп, які зосереджені на контрацепції та профілактиці ВІЛ -інфекції в Африці.

### Туалетний папір та інші паперові вироби
Пандемія призвела до нестачі туалетного паперу в різних країнах, включаючи Австралію, Сінгапур, Гонконг, Канаду, Сполучене Королівство та США. У березні 2020 року в численних магазинах у цих країнах покупці повідомили про порожні полиці як у розділі туалетного паперу, так і в розділах супутніх товарів, таких як паперові рушники, серветки та підгузники. Спочатку велику частину цього звинувачували в панічній покупці. Споживачі почали боятися як порушення ланцюжка поставок, так і можливості змусити їх продовжити карантин, що заважатиме їм купувати туалетний папір та супутні товари, незважаючи на запевнення з боку промисловості та уряду, що це не відбудеться. В результаті деякі споживачі почали накопичувати туалетний папір, що призвело до повідомлень про порожні полиці, що, у свою чергу, призвело до додаткового страху перед нестачею туалетного паперу, що спонукало інших накопичувати туалетний папір.
Дефіцит спричинив значний стрибок у Пошуку Google — понад 4000 % лише для терміну «туалетний папір». Сайти та інструменти пошуку основних поставок з'явилися всюди, намагаючись допомогти громадам у пошуку місцевих джерел, оскільки роздрібних продавців в Інтернеті немає на складі.
Однак на початку квітня 2020 року причини нестачі туалетного паперу були визнані інші фактори, крім панічної покупки. Зокрема, внаслідок розпорядження про перебування вдома люди проводили набагато менше часу у школах, на робочих місцях та інших громадських закладах, а набагато більше часу проводили вдома, таким чином рідше користуючись громадськими туалетами та частіше домашніми туалетами. Це спричинило навантаження на ланцюжки поставок, оскільки в громадських туалетах та домашніх туалетах, як правило, використовується дві різні марки туалетного паперу: туалетний папір для комерційного використання та туалетний папір для споживачів відповідно. Грузія-Тихий океан прогнозувала збільшення використання споживчого туалетного паперу на 40 відсотків у результаті того, що люди залишаться вдома. Через різницю в розмірах рулонів, упаковці та мережах постачання та дистрибуції між двома сортами, виробникам туалетного паперу, як очікується, буде складно перенести виробництво, щоб задовольнити зміну попиту від комерційних
Однак на початку квітня 2020 року причини нестачі туалетного паперу були визнані інші фактори, крім панічної покупки. Зокрема, внаслідок розпорядження про перебування вдома люди проводили набагато менше часу у школах, на робочих місцях та інших громадських закладах, а набагато більше часу проводили вдома, таким чином рідше користуючись громадськими туалетами та частіше домашніми туалетами. Це спричинило навантаження на ланцюжки поставок, оскільки в громадських туалетах та домашніх туалетах, як правило, використовується дві різні марки туалетного паперу: туалетний папір для комерційного використання та туалетний папір для споживачів відповідно. Грузія-Тихий океан прогнозувала збільшення використання споживчого туалетного паперу на 40 відсотків у результаті того, що люди залишаться вдома. Через різницю в розмірах рулонів, упаковці та мережах постачання та розподілу між двома сортами, виробникам туалетного паперу, як очікується, буде складно перенести виробництво, щоб задовольнити зміну попиту з комерційного на домашнє використання, що призведе до тривалої нестачі навіть після падіння панічної покупки . Також збільшився продаж біде, що може допомогти зменшити потребу в туалетному папері.
У квітні 2021 року Wall Street Journal оголосила про дефіцит.

### Алюмінієві банки
Зсув споживання напоїв з громадських місць до будинків, створених з алюмінію (алюмінію), може бути дефіцитним у Сполучених Штатах.

## Інші
У Франції через закриті кордони, що не дозволяють іноземним сезонним працівникам в'їжджати до країни, міністр сільського господарства закликав волонтерів без роботи звертатися до полуничних ферм, щоб допомогти зібрати врожай за звичайну мінімальну заробітну плату.
Лабораторних мишей знищують, а деякі штами ризикують відчути нестачу через карантинні заходи.
У США соціальне дистанціювання призвело до нестачі донорства крові. Дефіцит пеппероні стався в США, що збільшило ціну на 50 %. Американські ресторани відчували брак кетчупу.

### Монети
Повідомлялося також про дефіцит монет по всій території США, оскільки обіг монет припинився. Звичайний обіг монет через банки, бізнес та споживачів переривався на кожному кроці. Закриття закрило і банки, і підприємства. Споживачі також ухилялися від використання готівки, коли попередження ВООЗ, NIH та CDC щодо здоров'я вказували на те, що використання готівки та монет може поширити вірус. Тому монети перестали рухатися по всій економіці. Дефіцит ще більше посилився, коли Міністерство фінансів Сполучених Штатів дозволило карбувати меншу кількість монет на початку року для захисту працівників під час пандемії.

### Зброя та боєприпаси
Внаслідок пандемії COVID-19 у Сполучених Штатах та громадянських заворушень у країні багато людей повідомили про дефіцит зброї та боєприпасів у результаті панічної купівлі, у якій багато магазинів зброї та роздрібних торговців обмежують кількість боєприпасів.